# Stanislas Guerini
Pour les articles homonymes, voir Guerini.
Stanislas Guerini, né le 14 mai 1982 à Paris, est un homme politique français.
D'abord membre du Parti socialiste et proche de Dominique Strauss-Kahn, il participe à la fondation du parti LREM. Il est élu député dans la 3e circonscription de Paris lors des élections législatives de 2017, puis est réélu en 2022.
À la fin de l’année 2018, il succède à Christophe Castaner comme délégué général de LREM.
Le 20 mai 2022, il est nommé ministre de la Transformation et de la Fonction publiques dans le gouvernement Élisabeth Borne. Initialement non reconduit dans le gouvernement Gabriel Attal lors de sa nomination le 11 janvier 2024, il retrouve finalement son poste le 9 février suivant.
Il perd son siège de député le 7 juillet 2024, lors de législatives anticipées, après la dissolution de l'Assemblée nationale par Emmanuel Macron.

## Situation personnelle

### Origines
Stanislas Guerini naît le 14 mai 1982 à Paris. Son grand-père paternel, immigré italien, a fui le régime fasciste pour venir s'installer en France. Son père Bernard Guerini (1948-) est diplômé de HEC Paris et Harvard Business School et a dirigé la filiale française d'Air Products.

### Formation et carrière professionnelle
Élève à l'École alsacienne puis au lycée Henri-IV,, diplômé de l'École des hautes études commerciales de Paris en 2006, dont il a par ailleurs dirigé le Bureau des élèves, Stanislas Guerini crée l’entreprise Watt & Home, société de vente et d'installation de panneaux solaires, fondée en 2007 avec Jean-Pascal Emelien, le père d'Ismaël Emelien.
Fin 2013, il quitte son poste de directeur général de Watt et Home et devient « directeur de l'expérience client » (sic) de la multinationale Elis,,.

### Vie privée
Marié à Marie-Luce Conrard, une ingénieure responsable de la stratégie et des opérations chez Google Cloud France, il est père de trois enfants. Ismaël Emelien est son témoin de mariage et Stanislas Guerini celui d'Ismaël Emelien.

## Parcours politique

### Débuts auprès de Dominique Strauss-Kahn
L'Opinion indique qu'il a été « séduit par les idées » de Michel Rocard. Étudiant à HEC, il effectue un stage au groupe de réflexion « À gauche en Europe » fondé par Dominique Strauss-Kahn et Michel Rocard.
Membre du Parti socialiste,, il fait partie de l'équipe de campagne de Dominique Strauss-Kahn pour la primaire PS de 2006, aux côtés d'autres personnalités qui, plus tard, soutiendront Emmanuel Macron : Ismaël Emelien, Cédric O, Benjamin Griveaux, Sibeth Ndiaye, et Adrien Taquet,,. En vue de la primaire du PS de 2011, il travaille avec Pierre Moscovici sur le programme présidentiel de Dominique Strauss-Kahn.

### Cadre d'En marche
Il rejoint l'entourage d'Emmanuel Macron fin 2015, par la connaissance d'Ismaël Emelien et Benjamin Griveaux, et fait partie de la petite équipe qui fonde En marche. Son appartement situé place des Ternes (Paris) sert de premier quartier général,. Il est secrétaire de l'association de financement du mouvement et référent départemental à Paris, en plus d'animer plusieurs grands rassemblements politiques d'Emmanuel Macron.
Il est chauffeur de salle des meetings d'Emmanuel Macron lors de sa campagne présidentielle. Le soir du second tour, il supervise la cérémonie de la victoire à la pyramide du Louvre.

### Député de Paris
Il est investi par La République en marche aux élections législatives de 2017 dans la troisième circonscription de Paris. Il obtient 45,08 % des voix au premier tour, puis l'emporte au second tour face à la candidate UDI Valérie Nahmias avec 65,50 % des voix.
Il est membre de la commission des Finances, de l'Économie générale et du Contrôle budgétaire, et porte-parole du groupe La République en marche à l'Assemblée nationale, avec Aurore Bergé, Olivia Grégoire et Hervé Berville.
Il est rapporteur parlementaire du projet de loi pour un État au service d'une société de confiance, projet plus connu sous le nom de « droit à l'erreur ». Il fait également partie d'un des binômes missionnés par Bruno Le Maire pour mener les travaux préparatoires du plan d'action pour la croissance et la transformation des entreprises, sur le thème « Partage de la valeur et engagement sociétal des entreprises » : avec Agnès Touraine, présidente de l’Institut français des administrateurs, il propose un développement du droit mou et une limitation du droit normatif, le renforcement de la responsabilité sociétale des entreprises (RSE) au sein de la stratégie des entreprises, ainsi que la simplification et le renforcement du recours à l’intéressement et à la participation, notamment pour les PME.
Il fait partie des nouveaux députés LREM qui sont issus du milieu de l'entreprise et qui se sont engagés après avoir été séduits par le côté « start-up » d’En marche : ils assument de vouloir transposer les règles de l’entreprise à l’exercice de leur mandat politique et ont eux-mêmes imprégné le fonctionnement de LREM de leurs méthodes managériales et de leur vocabulaire,.

### Délégué général de LREM

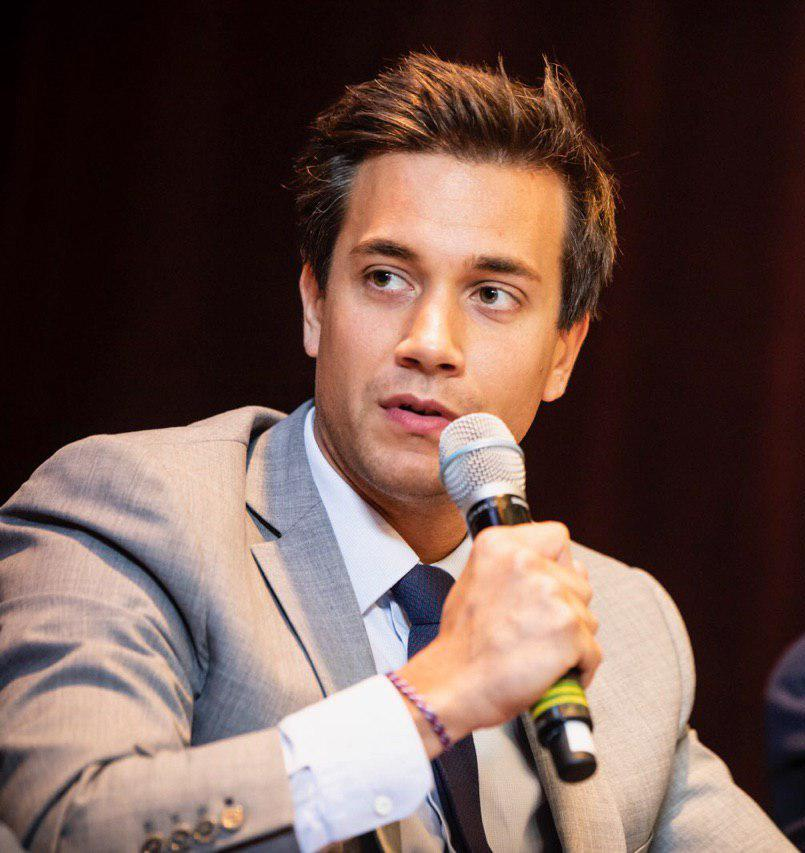
Pierre Person se retire de la lutte pour l'élection au poste de délégué général de LREM face à Stanislas Guerini, ce qui suscite des remous au sein du parti.

En octobre 2018, il se déclare candidat pour succéder à Christophe Castaner au poste de délégué général de LREM. Le mois suivant, le retrait de Pierre Person le laisse comme seul favori du scrutin. Mediapart évoque l'amertume des soutiens de ce dernier, qui se plaignent de pressions à leur encontre, et souligne que Stanislas Guerini « demeure très proche du porte-parole du gouvernement Benjamin Griveaux – qui vise la mairie de Paris – et d’Ismaël Emelien et Cédric O (par ailleurs membre du bureau exécutif de LREM). Tous les quatre ont été des soutiens actifs de Dominique Strauss-Kahn. Cette proximité fait grincer des dents, allant même jusqu'à alimenter les soupçons d'instrumentalisation de LREM pour l'ambition parisienne de Benjamin Griveaux ». Les journalistes Jérémy Marot et Pauline Théveniaud estiment que Stanislas Guerini et Pierre Person ne présentent, « sur le fond, aucune différence idéologique » mais ont, « sur la forme, une pratique politique différente. Dans la galaxie DSK, Guerini se rapproche de la sphère Moscovici, qui s'est politisée d'abord dans le réseau grandes écoles et se distingue davantage en produisant des notes au kilomètre qu'en labourant le terrain. […] Quant à Person, c'est un jeune Cambadélis, aguerri par l'action au MJS et à l'Unef au sein des facs, mais aussi fin connaisseur des appareils ». Libération indique alors que Stanislas Guerini est « particulièrement apprécié à Matignon et Bercy, moins nettement à l’aile gauche de LREM ».
Le 1er décembre 2018, il est élu délégué général de La République en marche, avec 82 % des voix des 743 membres du « Conseil » de LREM, face à Joachim Son-Forget.
En 2019, il lance une consultation interne en vue d’une révision des statuts du parti. Sa réforme vise notamment à « décentraliser » le parti, dont le fonctionnement est jugé vertical. Il est alors décrit par BFM TV comme « fédérateur » au sein du parti.

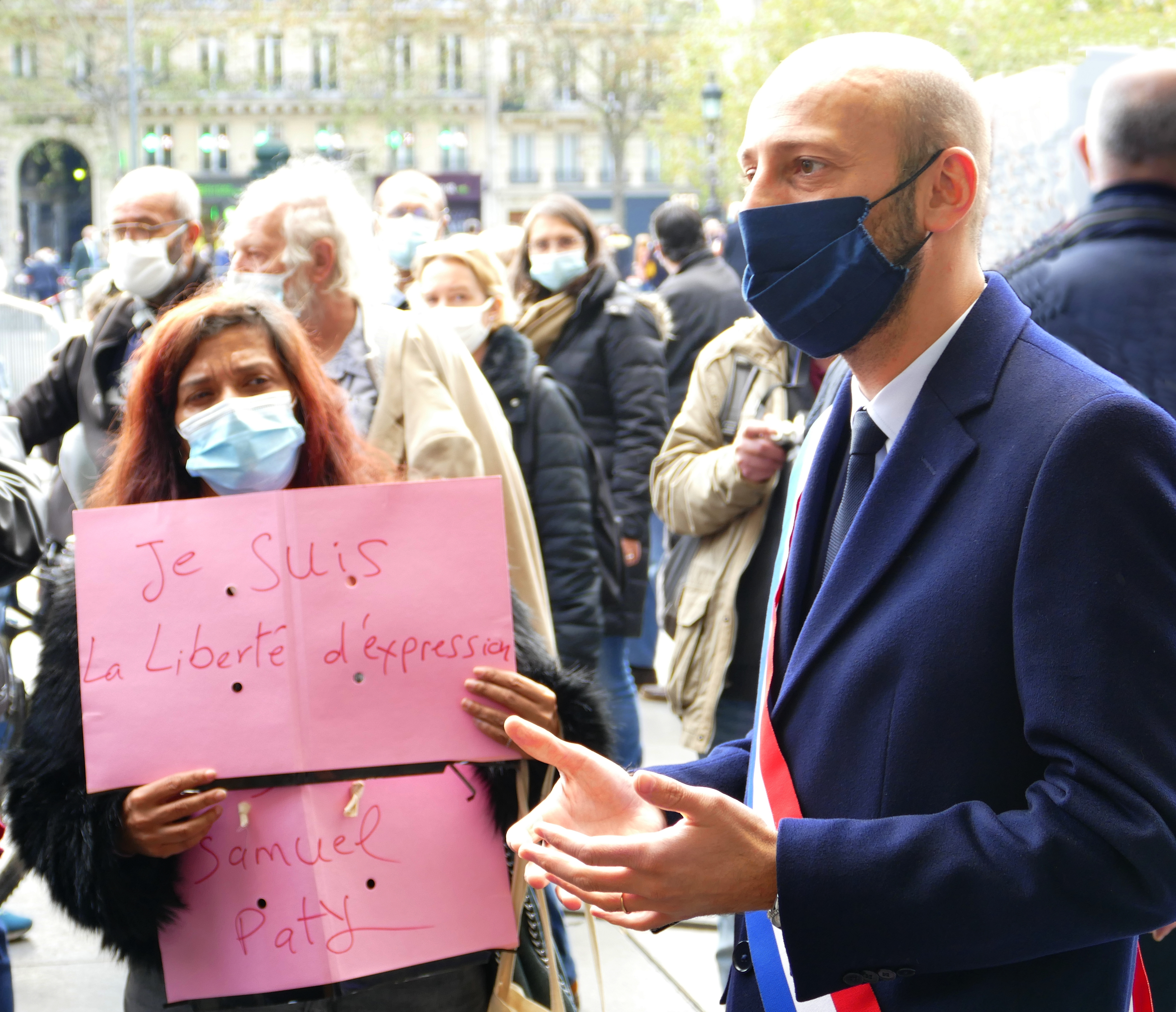
Stanislas Guérini, le 18 octobre 2020, lors du rassemblement en hommage à Samuel Paty, place de la République à Paris.

Figurant sur la liste LREM du 17e arrondissement de Paris lors des élections municipales de 2020, son nom circule pour remplacer la tête de liste Agnès Buzyn entre les deux tours mais il refuse d'envisager cette hypothèse : selon Libération, il « [préfère], comme nombre de dirigeants macronistes, se laisser une chance d’entrer au gouvernement en cas de remaniement ».
Emmanuel Macron estime qu'il se montre trop discret dans le débat public, selon Le Canard enchaîné du 3 février 2021. Il est menacé de perdre la tête du parti après les élections régionales et départementales de 2021, qui constituent un échec pour LREM : sa nomination au gouvernement est évoquée. Alexis Kohler, secrétaire général de l'Élysée, milite pour son maintien à la tête du parti. En août 2021, il installe le nouveau bureau exécutif de LREM.
Fin 2021, il devient membre du comité exécutif d'« Ensemble citoyens ! », mouvement réunissant les partis de la majorité présidentielle, mais n'en intègre pas la présidence, occupée par Jean Castex, Édouard Philippe, Richard Ferrand et François Bayrou.
Le 5 mai 2022, il annonce que La République en Marche change de nom, et devient « Renaissance ».
Le 18 mai 2022, il prend publiquement la défense de la candidature controversée de Jérôme Peyrat (condamné pour violence conjugale) aux élections législatives dans la 4e circonscription de la Dordogne, avant d'en exiger lui-même le retrait après le tollé provoqué par ses propos le soutenant : « C'est un honnête homme, je ne le crois pas capable de violences sur les femmes, et donc il se soumettra au jugement des électeurs ».

### Ministre de la Transformation et de la Fonction publiques
Le 20 mai 2022, il est nommé ministre chargé de la Transformation et de la Fonction publiques dans le gouvernement Élisabeth Borne. Il succède ainsi à Amélie de Montchalin.

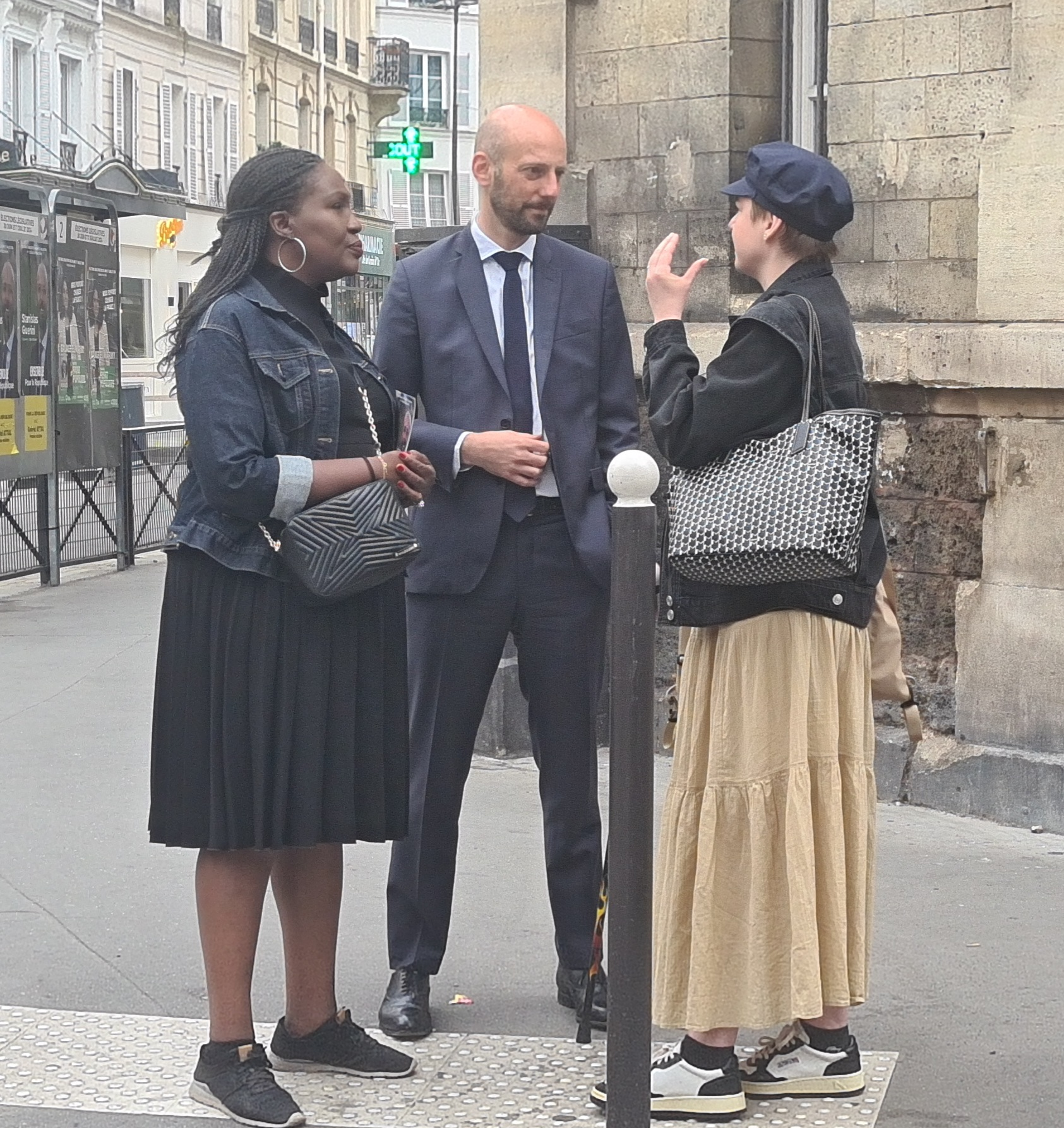
Stanislas Guerini en campagne rue Legendre à Paris (2024).

En mars 2024, il annonce la « mise en place d'un dispositif de prime très cohérent de 500, de 1 000, de 1 500 euros pour tous les agents publics qui seront sur le terrain » lors des Jeux olympiques de Paris.
En juillet 2024, il est battu au second tour des élections législatives, dans la 3e circonscription de Paris par Léa Balage El Mariky, la candidate écologiste. Il n'est alors plus titulaire d'aucun mandat électif.

### Prises de position
S'agissant de la laïcité et de l'islam, Marianne estime qu'il semble se rattacher au « courant libéral » au sein de la majorité en déclarant vouloir « mener une bataille culturelle, dans tous les espaces de notre République, pour dire aux femmes qu'elles doivent avoir la liberté de porter ou de ne pas porter le voile ». Toutefois, il prend position sur Twitter contre une élue LREM remplaçante pour les élections départementales qui porte le voile sur une affiche de campagne en réponse à un tweet de Jordan Bardella provoquant un tollé.
Au début de la pandémie de Covid-19, il se dit « allant et ouvert » sur le déploiement du traçage numérique des individus.[pertinence contestée]
En mai 2020, sa proposition de verser un chèque de 400 € à près de quatre millions de personnes n'est pas validée par Emmanuel Macron.[pertinence contestée]

## Décoration
Le 11 juillet 2025, il est nommé à titre exceptionnel au grade de chevalier dans l'ordre national de la Légion d'honneur au titre de « ancien ministre, ancien député de Paris, associé principal dans un cabinet de conseil ; 19 ans de services ».

## Synthèse des résultats électoraux

### Élections législatives
| Année | Parti  | Parti | Circonscription | 1er tour | 1er tour | 1er tour | 2d tour | 2d tour | 2d tour |
| Année | Parti  | Parti | Circonscription | Voix     | %        | Rang     | Voix    | %       | Issue   |
| ----- | ------ | ----- | --------------- | -------- | -------- | -------- | ------- | ------- | ------- |
| 2017  |        | LREM  | 3e de Paris     | 17 321   | 45,08    | 1er      | 17 801  | 65,50   | Élu     |
| 2022  | 12 851 | LREM  | 3e de Paris     | 32,50    | 2e       | 19 612   | 51,00   | Élu     |         |
| 2024  | 18 001 | LREM  | 3e de Paris     | 24,60    | 2e       | 22444    | 46,41   | Battu   |         |